# Seznam měst v Nevadě

Zvýrazněná Nevada na mapě USA

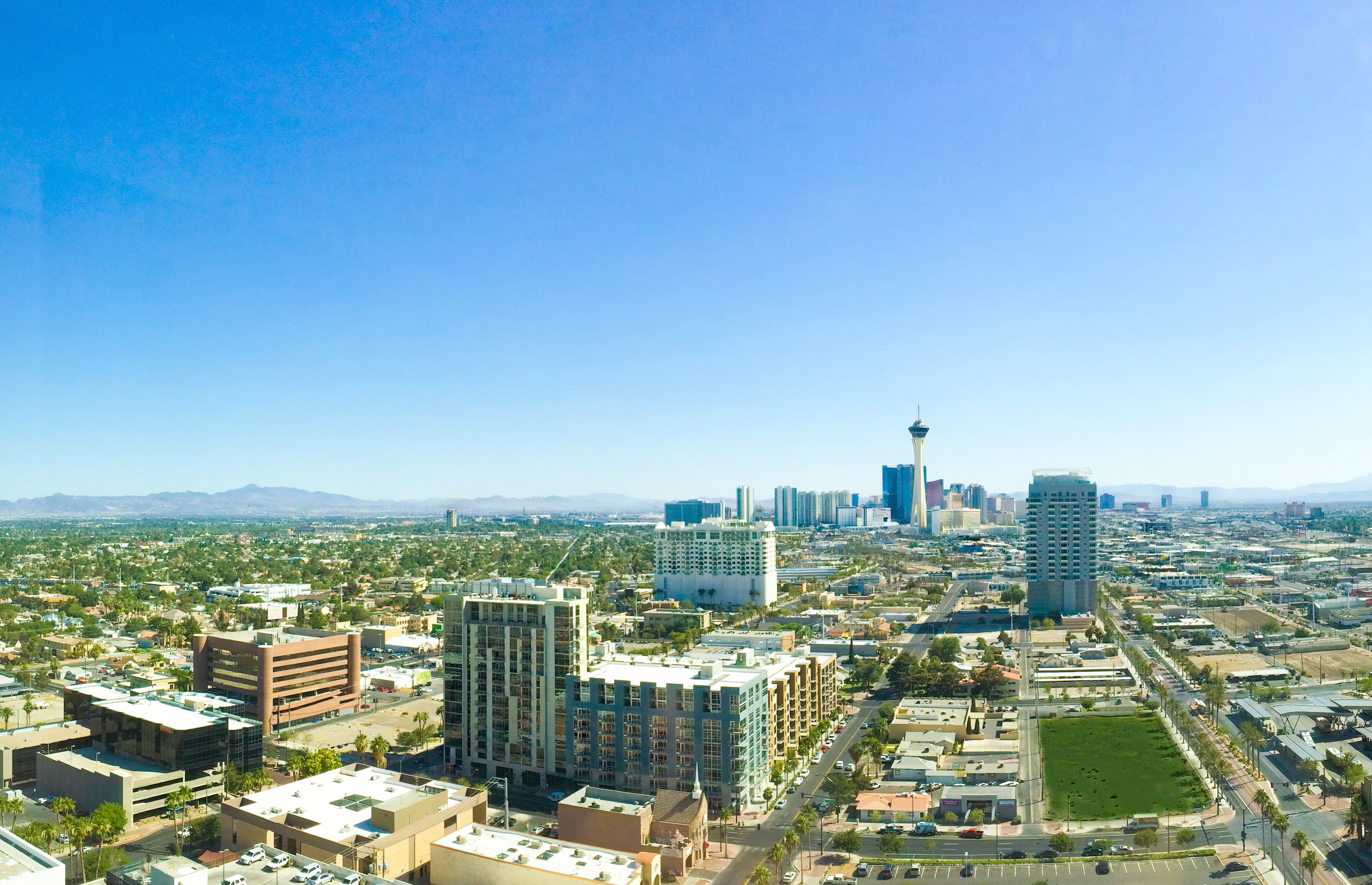
Centrum Las Vegas, nejlidnatějšího města Nevady

Seznam měst v Nevadě uvádí přehled všech devatenácti měst ve státě Nevada ve Spojených státech amerických.
Město (city) je jediným typem samosprávných obcí v Nevadě. Ostatní nevadská sídla se nachází v nezařazeném území a jsou spravována sedmnácti okresy, do kterých je Nevada rozdělena. Svojí rozlohou zabírají města pouze 1 % území Nevady, žije v nich však asi 57 % všech obyvatel tohoto státu.
Nejlidnatějším městem Nevady je Las Vegas s přibližně 600 tisíci obyvatel, nejméně lidnatým je Caliente, kde žije něco přes jeden tisíc obyvatel. Podle rozlohy je největším městem Boulder City (540 km²), naopak nejmenším Lovelock (2,2 km²). Jako první získalo v roce 1875 samosprávu Carson City, které je také hlavním městem státu. Od roku 1969 nemá žádný právní status, ale obecně je považováno za městský okres, resp. za nezávislé město, jež se nenachází v žádném okrese. Nejnovějším městem je Fernley (2001).

## Seznam měst
| Město           | Status | Okres             | Počet obyvatel (2010) | Počet obyvatel (2000) | Změna   | Rozloha (km²) | Hustota zalidnění (obyv./km²) | Vznik samosprávy  |
| --------------- | ------ | ----------------- | --------------------- | --------------------- | ------- | ------------- | ----------------------------- | ----------------- |
| Boulder City    | město  | Clark County      | 15 023                | 14 966                | +0,4 %  | 540,2         | 27,8                          | 1. října 1959     |
| Caliente        | město  | Lincoln County    | 1130                  | 1123                  | +0,6 %  | 4,8           | 235,4                         | 1. října 1959     |
| Carlin          | město  | Elko County       | 2368                  | 2161                  | +9,6 %  | 27,0          | 87,7                          | 22. října 1925    |
| Carson City     | —      | žádný             | 55 274                | 52 457                | +5,4 %  | 407,2         | 135,7                         | 1. března 1875    |
| Elko            | město  | Elko County       | 18 297                | 16 708                | +9,5 %  | 45,7          | 400,4                         | 14. března 1917   |
| Ely             | město  | White Pine County | 4255                  | 4041                  | +5,3 %  | 19,8          | 214,9                         | 20. července 1907 |
| Fallon          | město  | Churchill County  | 8606                  | 7536                  | +14,2 % | 9,5           | 905,6                         | 18. prosince 1908 |
| Fernley         | město  | Lyon County       | 19 368                | —                     | —       | 333,7         | 58,0                          | 1. července 2001  |
| Henderson       | město  | Clark County      | 257 729               | 175 381               | +47,0 % | 279,1         | 923,4                         | 8. června 1953    |
| Las Vegas       | město  | Clark County      | 583 756               | 478 434               | +22,0 % | 351,9         | 1658,9                        | 16. března 1905   |
| Lovelock        | město  | Pershing County   | 1894                  | 2003                  | −5,4 %  | 2,2           | 860,9                         | 26. září 1917     |
| Mesquite        | město  | Clark County      | 15 276                | 9389                  | +62,7 % | 83,8          | 182,3                         | 24. května 1984   |
| North Las Vegas | město  | Clark County      | 216 961               | 115 488               | +87,9 % | 262,6         | 826,2                         | 1. května 1946    |
| Reno            | město  | Washoe County     | 225 221               | 180 480               | +24,8 % | 274,2         | 821,4                         | 16. března 1903   |
| Sparks          | město  | Washoe County     | 90 264                | 66 346                | +36,1 % | 93,1          | 969,5                         | 15. března 1905   |
| Wells           | město  | Elko County       | 1292                  | 1346                  | −4,0 %  | 17,9          | 72,2                          | 28. března 1927   |
| West Wendover   | město  | Elko County       | 4410                  | 4721                  | −6,6 %  | 19,4          | 227,3                         | 1. července 1991  |
| Winnemucca      | město  | Humboldt County   | 7396                  | 7174                  | +3,1 %  | 24,3          | 304,4                         | 13. října 1917    |
| Yerington       | město  | Lyon County       | 3048                  | 2883                  | +5,7 %  | 22,3          | 136,7                         | 14. března 1907   |
| Celkem          | —      | —                 | 1 531 568             | 1 142 637             | +34,0 % | 2818,7        | 543,4                         | —                 |